# 圣樊尚拉科芒德里
圣樊尚拉科芒德里（法語：Saint-Vincent-la-Commanderie，法語發音：[sɛ̃ vɛ̃sɑ̃ la kɔmɑ̃dʁi]）是法国德龙省的一个市镇，属于瓦朗斯区。

## 地理
圣樊尚拉科芒德里（44°56'18"N, 5°7'7"E）面积13.34 平方千米，位于法国奥弗涅-罗讷-阿尔卑斯大区德龙省，该省份为法国东南部内陆省份，北起顺时针与伊泽尔省、上阿尔卑斯省、上普罗旺斯阿尔卑斯省、沃克吕兹省和阿尔代什省接壤。
与圣樊尚拉科芒德里接壤的市镇（或旧市镇、城区）包括：巴尔比耶尔、贝赛、沙尔佩、莱昂塞勒、佩吕。
圣樊尚拉科芒德里的时区为UTC+01:00、UTC+02:00（夏令时）。

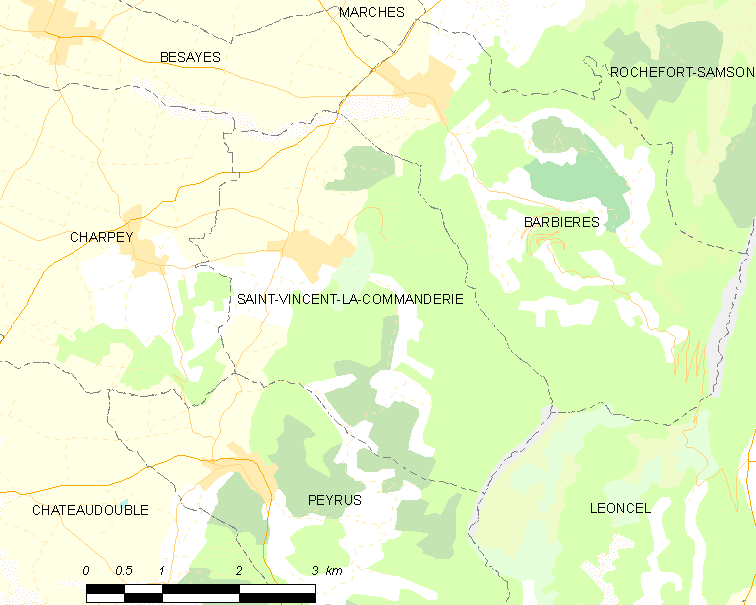
圣樊尚拉科芒德里的OSM定位图

## 行政
圣樊尚拉科芒德里的邮政编码为26300，INSEE市镇编码为26382。

## 政治
圣樊尚拉科芒德里所属的省级选区为韦科尔-晨山县。

## 人口

1962-2008年间圣樊尚拉科芒德里人口变化图示

圣樊尚拉科芒德里于2022年1月1日时的人口数量为619人。